# توقيت لبنان

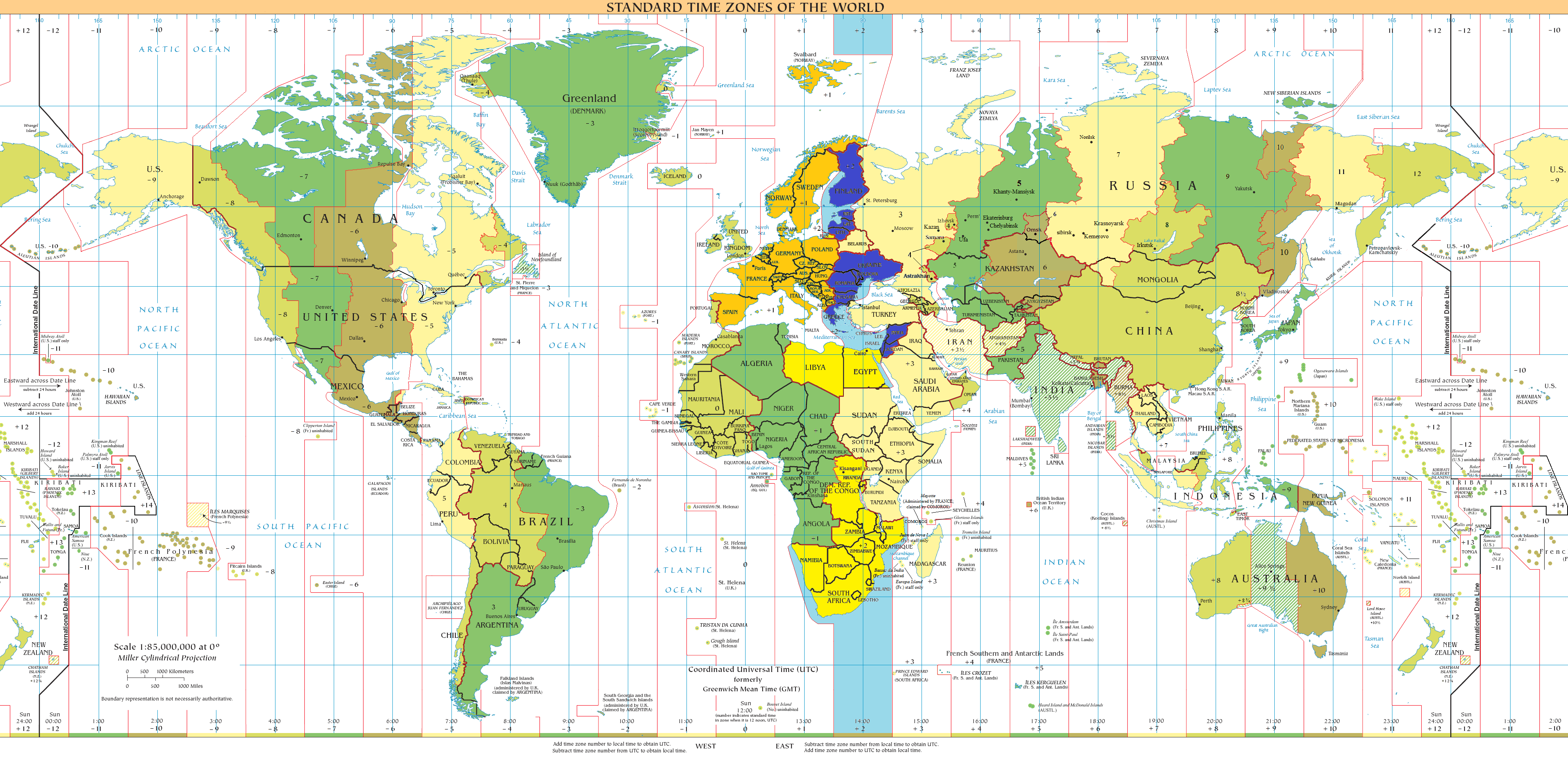
مناطق استخدام توقيت (ت ع م+02:00) باللون الأزرق.

يتبع توقيت لبنان توقيت شرق أوروبا (ت ع م+02:00) أو توقيت شرق أوروبا الصيفي (ت ع م+03:00) خلال فصل الصيف.

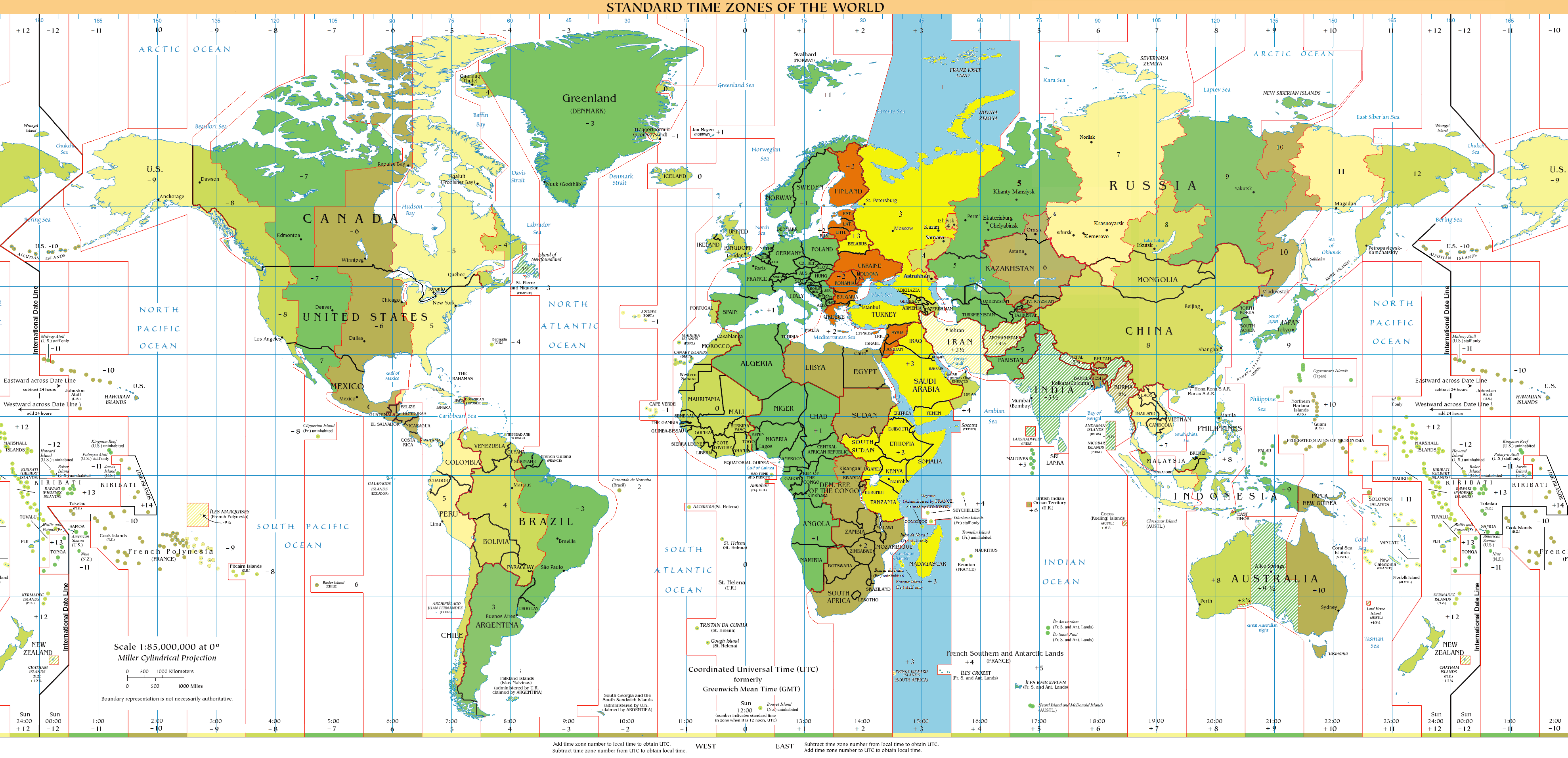
مناطق استخدام توقيت (ت ع م+03:00) باللون الأزرق.